# Centrelus heteropygus
Centrelus heteropygus är en mångfotingart som först beskrevs av Henri Saussure och Jean-Henri Humbert 1869.  Centrelus heteropygus ingår i släktet Centrelus och familjen Atopetholidae. Inga underarter finns listade i Catalogue of Life.